# Symphytognatha
Genre
Symphytognatha est un genre d'araignées aranéomorphes de la famille des Symphytognathidae.

## Distribution
Les espèces de ce genre se rencontrent en Amérique, en Chine, en Océanie et en Afrique du Sud.

## Liste des espèces
Selon World Spider Catalog (version 20.5, 20/07/2019) :
- Symphytognatha blesti Forster & Platnick, 1977
- Symphytognatha brasiliana Balogh & Loksa, 1968
- Symphytognatha cabezota Dupérré & Tapia, 2017
- Symphytognatha carstica Brescovit, Álvares & Lopes, 2004
- Symphytognatha chickeringi Forster & Platnick, 1977
- Symphytognatha fouldsi Harvey, 2001
- Symphytognatha gertschi Forster & Platnick, 1977
- Symphytognatha globosa Hickman, 1931
- Symphytognatha goodnightorum Forster & Platnick, 1977
- Symphytognatha imbulunga Griswold, 1987
- Symphytognatha milleri Lin, 2019
- Symphytognatha orghidani Georgescu, 1988
- Symphytognatha picta Harvey, 1992
- Symphytognatha tacaca Brescovit, Álvares & Lopes, 2004
- Symphytognatha ulur Platnick, 1979

## Publication originale
- Hickman, 1931 : A new family of spiders. Proceedings of the Zoological Society of London, sér. B, vol. 110, no 4, p. 1321-1328.